# フェザン
フェザン（FES"AN）は、岩手県盛岡市の盛岡駅に所在する駅ビル。東日本旅客鉄道（JR東日本）の子会社である盛岡ターミナルビルが運営している。

## 概要
1982年の東北新幹線開業に先駆けて、1981年4月10日に盛岡ターミナルホテル（現・ホテルメトロポリタン盛岡）と同時に開業し、以降全館リニューアル・立体駐車場増築・地下街リニューアル・フェザン南館オープンなどを経て、2017年3期に分けた段階的リニューアルが完了。160店舗が出店している。
2005年、盛岡駅地下のショッピングモール「パルモ」（旧盛岡ステーションデパート）を吸収合併し、盛岡駅1階全体を改装後に売り場に加え、大幅増床している。
開店以来、ファッションビルとしての機能が主であったが、05年の増床後はイオンモール盛岡などの郊外大型店への対抗策として、百貨店志向を強めた構成となっている。雑貨や書籍等を強化し、デパ地下的な機能も兼ね備えた食品売り場も設置。また観光客や帰省客が利用しやすいよう、盛岡駅1階部分 おでんせ館 （旧南館・みやげ館）にみやげ物売り場を集中させている。
2017年2月16日より、JREポイントを導入。またポイントカードのみのカードも発行を開始した。

## テナント
出店テナントの詳細については公式サイト「ショップガイド」「フロアガイド」を参照。

## 名称の由来
フェザンの名称は、岩手県の県鳥である雉（キジ）の英語名「pheasant」に由来する。